# Xiangshui (köping i Kina, Guangxi)
Xiangshui (kinesiska: 响水镇, 响水) är en köping i Kina. Den ligger i den autonoma regionen Guangxi, i den södra delen av landet, omkring 130 kilometer väster om regionhuvudstaden Nanning. Antalet invånare är 12652. Befolkningen består av 6 138 kvinnor och 6 514 män. Barn under 15 år utgör 15,0 %, vuxna 15-64 år 73 %, och äldre över 65 år 11,0 %.
Genomsnittlig årsnederbörd är 1 982 millimeter. Den regnigaste månaden är augusti, med i genomsnitt 419 mm nederbörd, och den torraste är januari, med 25 mm nederbörd.